# Батист Гійом
Батист Гійом (фр. Baptiste Guillaume, нар. 16 червня 1995, Брюссель) — бельгійський футболіст, нападник клубу «Валансьєн».

## Клубна кар'єра

### Ланс
Батист є вихованцем французького клубу «Ланс». Дебютував за головну команду у другій лізі 2013 року в матчі з «Клермоном». В першому для себе сезоні зіграв 7 матчів (один у Кубку Франції) і забив один гол.
Сезон 2013/14 нападник пропустив через травму, а вже в наступному, після повернення «Ланса» до Ліги 1, Батист зіграв у 27 матчах, з яких 15 виходячи в основному складі і провівши загалом на футбольному полі 1505 хвилин. За цей час йому вдолося забити свої перші голи в Лізі 1 — з марсельським «Олімпіком» та «Монпельє». Після цього ним зацікавились інші клуби.

### Лілль
Влітку 2015 підписав 5-річний контракт з французьким «Ліллем», сума трансферу склала 4 млн євро.

## Кар'єра в збірній
У 2014 році провів за юнацьку збірну Бельгії 4 гри, забивши 1 гол. А в 2015 році дебютував уже за молодіжну команду, у кваліфікаційному матчі до Євро 2017 зі збірною Мальти.